# Dumbrava de Sus (okręg Mehedinți)
Dumbrava de Sus – wieś w Rumunii, w okręgu Mehedinți, w gminie Dumbrava. W 2011 roku liczyła 71 mieszkańców.